# Autòcrates
Autòcrates  (en grec antic: Αὐτοκράτης Autokrátēs) fou un poeta atenès de la vella comèdia. Una de les seves obres, Τυμπανισταί, és esmentada per Suides i Claudi Elià. Va escriure també diverses tragèdies. Per altra banda, Ateneu de Nàucratis esmenta un Autòcrates, autor d'una obra intitulada Ἀχαϊκά, però sembla que es tracta d'un personatge diferent.